# クルト・ブレントル
クルト＝ヴェルナー・ブレントル(ドイツ語: Kurt-Werner Brändle、1912年1月19日 - 1943年11月3日)は、ドイツの軍人。最終階級は空軍少佐。第二次世界大戦では総出撃回数700回以上、総撃墜数180機を記録したエース・パイロットとして知られており、その戦功から柏葉付騎士鉄十字章を受章した。

## 経歴

### 前半生
ブレントルは1912年1月19日にドイツ帝国・ヴュルテンベルク王国ルートヴィヒスブルクに生まれた。父は精密工学のマイスターであったため、彼は学生時代に父の手術器具製造会社を手伝っていた。
ブレントルは1935年12月10日にドイツ空軍へ志願し入隊。新人教育課程を経たのち1936年12月1日に予備役少尉へ昇進した。晴れて航空従事者となった彼は操縦教官として150人もの後進の指導に当たった。そのため正式に軍のパイロットとなる前であったにもかかわらず、彼の飛行時間は6,000時間から8,000時間にも達している。
1937年前半、ブレントルには空軍パイロットとしての試験が課せられ、同年第134戦闘航空団ホルスト・ヴェッセルに入団、本格的にパイロットとしての訓練を開始した。1939年2月1日には第22空軍訓練連隊(Flieger-Ausbildungs-Regiment 22)に異動し、予備役を抜けた。1939年6月1日に中尉へ昇進し、第53戦闘航空団第4飛行中隊へ配属された。

### 第二次世界大戦

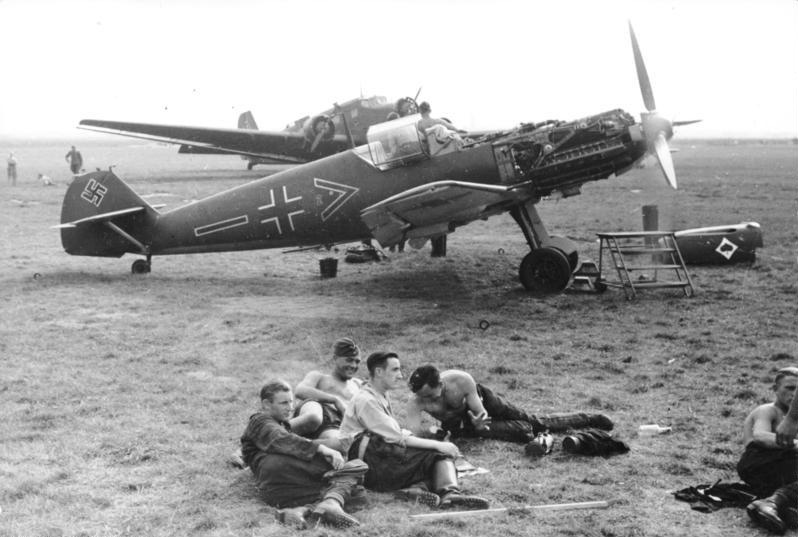
ブレントルが搭乗していたものと同じメッサーシュミット Bf109。

1939年9月1日、第二次世界大戦が勃発した。ブレントルは1940年4月20日に二級鉄十字章を受章し、直後フランス侵攻に参戦、スダン南部でフランス空軍の戦闘機MS406を撃墜し初戦果を上げた。5月26日、彼が搭乗していたBf109がDo 17と衝突し、彼は負傷した。ハイデルベルクの陸軍病院で治療するためフランス戦線を離脱したが、彼は離脱するまでにMS406含め2機の撃墜を記録している。
1940年8月11日、復帰したブレントルはバトル・オブ・ブリテンに参戦しイギリス空軍と戦火を交えた。8月26日には第53戦闘航空団第5飛行中隊の指揮を執るようになった。9月3日、4機撃墜により一級鉄十字章を受章している。9月15日に第5飛行中隊中隊長となった彼はさらに撃墜数を伸ばし、1941年5月5日に銀章、6月7日には金章の空軍前線飛行章を受章した。
6月8日、ブレントルの部隊は北ドイツ・イェファーのマンヘイム＝ザントホーフェン飛行場へ移動した。彼の部隊は主に東側の出撃を担当しており、一部の集団は東プロイセン(現在のロシア連邦カリーニングラード州付近)まで移動している。6月22日のバルバロッサ作戦発動によりソヴィエト連邦との戦端が開かれると彼はソヴィエトへ出撃し、1941年10月末までに合計28機の撃墜を記録した。
しかしブレントルは10月いっぱいで再び西部戦線へ戻され、レーワルデンに拠点を置いた。これはドイツによる地中海の戦い介入を目論んでのことである。コミソ飛行場を本拠地としてマルタ包囲戦に参戦した彼はイギリス空軍と激闘を繰り返した。その戦功により1942年2月25日にドイツ十字章金章を受章、4日後には大尉昇進を果たした。

#### 飛行隊長
1942年5月1日、ブレントルは第3戦闘航空団第II飛行隊飛行隊長に就任したが、前任のカール＝ハインツ・クラールは4月14日に戦死したため、急遽彼が充てられることとなった。5月18日に東部戦線に戻されたが、ケルチ半島の戦いには間に合わなかった。そのため南方軍集団の左翼としてハリコフのチュグエフにある飛行場に拠点を置いた。5月20日に彼はソ連の偵察爆撃機R-5を撃墜したが、これは彼が東部戦線に戻ってから初の戦果であり、第II飛行隊にとっても東部戦線初の撃墜であった。この撃墜をもって彼は合計36機撃墜を記録している。7月1日には49機撃墜を称えて騎士鉄十字章が贈られた。また、彼はこの日にソ連の攻撃機Il-2などを撃墜し合計53機撃墜へと記録を塗り替えている。
この後もブレントルは記録を伸ばし続け、7月8日に3機撃墜、7月10日にさらに3機撃墜、7月16日には4機を撃墜している。また7月26日には5機を撃墜し、(彼は既にエース・パイロットであったが)1日でエース・パイロットとなった(第二次世界大戦におけるエース・パイロットの基準は5機以上の撃墜)。しかし直後にまた1日で5機撃墜を達成している。
8月23日には総撃墜数が102機となり、ドイツ空軍17人目の総撃墜数100機越えのエース・パイロットとなった。この戦功により8月27日に柏葉付騎士鉄十字章を受章したが、授与はアドルフ・ヒトラー直々によるものであった。
ブレントルは1943年3月1日に少佐へ昇進した。4月29日には総撃墜数135機を記録している。クルスクの戦いに際しては初日で5機撃墜し、総撃墜数は151機となった。また、彼の第II飛行隊はこの戦いで77機撃墜したが、7月12日に撃墜した航空機がこの飛行隊にとって大戦通じて2,000機目の撃墜であった。

#### 戦死
1943年8月上旬、ブレントルの第II飛行隊はドイツ本国防衛のため再び西部戦線へ配置替えとなった。一か月ほど北ドイツで訓練をした後、9月12日にアムステルダム近郊のスキポール飛行場に到着した。
11月3日、彼はヴィルヘルムスハーフェンへ向かうアメリカの戦略爆撃機B-17を発見し、護衛についていたアメリカの戦闘機P-47を2機撃墜した。しかしその後、彼はアムステルダム西部で撃墜され戦死した。第II飛行隊を攻撃してきたアメリカの爆撃機B-26を迎撃するため出撃している最中であった。恐らくはカナダ空軍のロイド・チャドバーンによって撃墜されたものと考えられている。彼の遺体はアムステルダムの英雄墓地に埋葬されたが、戦後イッセルスタインへ移されている。

## 叙勲
- 鉄十字章
  - 二級鉄十字勲章1939年章 (1940年4月20日)[14]
  - 一級鉄十字勲章1939年章 (1940年9月3日)[14]
- 空軍前線飛行章
  - 空軍前線飛行章銀章 (1941年5月5日)[2]
  - 空軍前線飛行章金章 (1941年6月7日)[2]
- ドイツ十字章
  - ドイツ十字章金章 (1942年2月25日)[15]
- 騎士鉄十字章
  - 騎士鉄十字章 (1942年7月1日)[16][17][18]
  - 柏葉付騎士鉄十字章 (1942年8月27日)[16][19][20]